# 荒川橋梁 (東北本線)
荒川橋梁（あらかわきょうりょう）は、東京都北区赤羽と埼玉県川口市舟戸町の間で荒川に架かる東日本旅客鉄道（JR東日本）東北本線の密接する3本の複線鉄道橋。下流側の複線が電車線（旅客案内上は京浜東北線）、中央の複線が列車線（旅客案内上は宇都宮線〈東北線〉・高崎線・上野東京ライン）、上流側の複線が貨物線（「東北貨物線」、旅客案内上は湘南新宿ライン）で、当橋梁は電車線では赤羽駅 - 川口駅間、列車線・貨物線では赤羽駅 - 浦和駅間にある。本項では、右岸堤防を挟んですぐ南側に隣接して新河岸川に架かる橋長87メートルの新河岸川橋梁（しんかしがわきょうりょう）についてもあわせて触れる。

## 建設の背景
東京と高崎を結ぶ鉄道路線は、当初は私鉄の日本鉄道が運行するものとして着手された。この区間では政府も鉄道の建設の調査を事前に行っており、その経路としてお雇い外国人のリチャード・ボイルは既存の新橋駅（後に貨物駅となった汐留駅）から北上して上野・王子を通り、当時戸田川と呼ばれていた荒川に架橋して、鴻巣・熊谷と経由して高崎に至るものを提案していた。他に小名木川を起点とする案や、川越を経由する案もあったが、最終的にボイルの案が選択された。しかし予算の面から政府による着工は見送られ、民間の日本鉄道が創設されてこの路線を担当することになった。とはいえこの時代には民間に鉄道建設の能力はまだなく、実際の建設作業は鉄道局に全面委託されることになった。
前述のようにボイル案は新橋から皇居の東側を北上して上野を通るものであり、また官設鉄道の新橋 - 横浜間鉄道との連絡を品川駅として、西側を北上して赤羽に合流する案もあったが、東側を周ると繁華な市街地を横断することになり費用がかさむこと、品川から北上する案も距離が長くなり東側ほどではないが費用がかかることから、当面の起点を上野に留めて費用を大幅に節約することになった。こうして上野から北上して高崎へ向かう鉄道の一部として、荒川橋梁が計画された。
荒川に架橋するに当たっては、橋梁をできる限り短くするために、川に対して直角に線路を進入させるように計画されており、橋の前後の路線を含めるとS字に曲線を描いている。

## 初代荒川橋梁

### 単線での架設

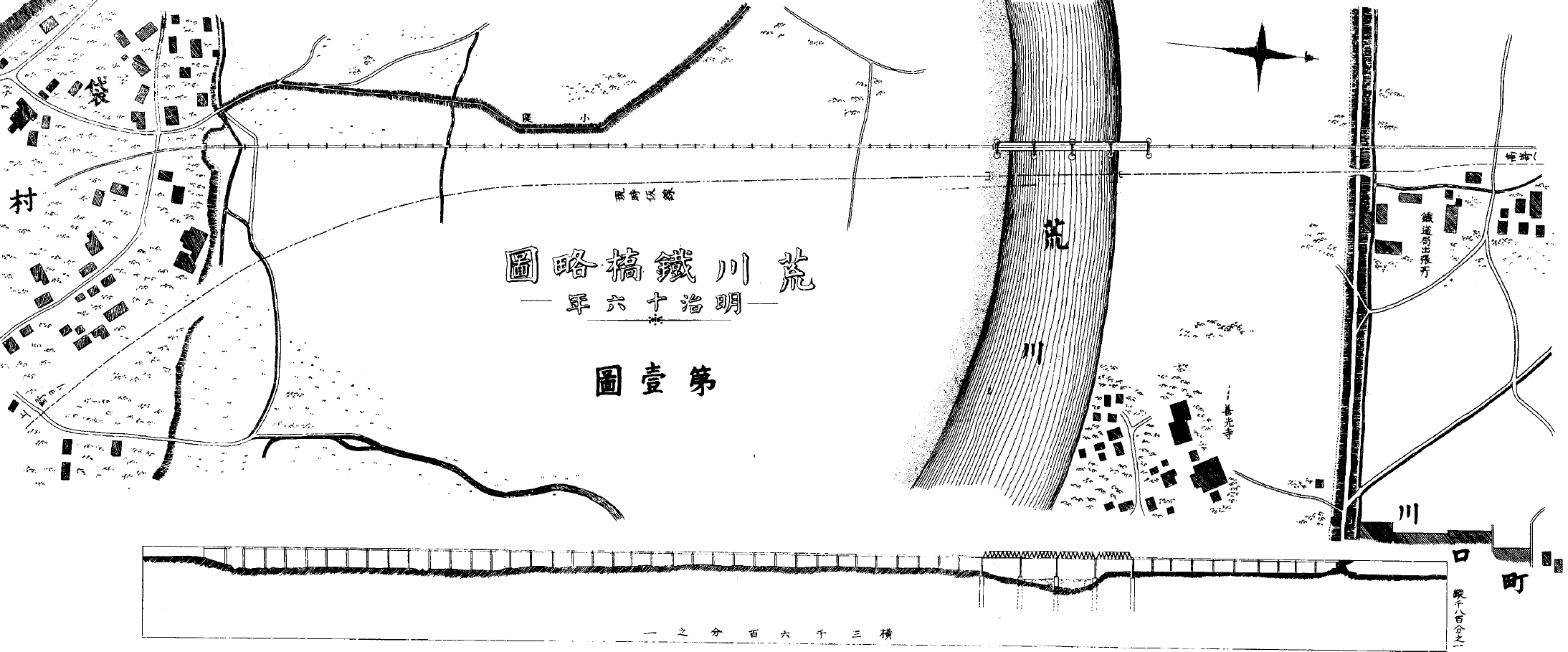
初代荒川橋梁の位置図および側面図、下流側に木製仮設橋梁も描かれている

東京から高崎への鉄道は、川口と熊谷で工区を分割し、第二工区の川口 - 熊谷間が先行して着工されていた。これに引き続いて第一工区の上野 - 川口間は1882年（明治15年）10月下旬に着工した。この当時、この橋が架設された現場付近では普段水が流れているのは幅約330尺（約100メートル）ほどで、北側は水流から約650尺（約197メートル）離れたところに高さ約10尺（約3メートル）の堤防があり、南側は約6町（約654メートル）でこれと同程度の高さとなる。この時点では荒川と新河岸川にははっきりした区別がなく、赤羽方の橋台は後の橋梁に比べると約100メートル赤羽側に入り込んだ位置にあった。当初は木製の仮橋を架設し、1883年（明治16年）7月26日に上野 - 川口間が竣功して、7月28日から上野 - 熊谷間の営業を開始した。この時の木製仮橋は、本設橋梁より下流側（東側）に架設されていた。
1883年（明治16年）5月から本設の橋梁にも着手した。橋梁は品川起点13マイル5チェーン（約21キロメートル）から13マイル51チェーン（約21.9キロメートル）までの範囲にあり、上野への路線と品川への路線の赤羽における分岐点からは27チェーン（約540メートル）の位置にあった。設計はお雇い外国人のチャールズ・ポーナルによるもので、小川勝五郎が請け負って建設した。また橋の建設に使用した煉瓦は高島嘉右衛門が請け負って、川口付近に煉瓦製造所を設置して焼き、できあがったものの中から最上級品を選んで納入した。
橋梁は全長3,032フィート1.5インチ（約924.2メートル）あり、そのうち平時の水流に架かる部分に4連の全長100フィート（約30.48メートル）の錬鉄製ポニーワーレン式トラス桁が、トラス桁南側に38連、北に10連の合計48連の全長54フィート4.5インチ（約16.6メートル）のプレートガーダー（桁橋）が架設された。
トラス桁の橋脚の基礎は、2フィート（約0.6メートル）の厚さで煉瓦を巻いて造った直径12フィート（約3.7メートル）の井筒を19フィート（約5.8メートル）離して2つ、約50フィート（約15.2メートル）まで沈降させて、内部にコンクリートを充填して建設した。この2つの井筒基礎の間に20フィート（約6.1メートル）の半円を描くように煉瓦でアーチを組み立て、高さ22フィート9インチ（約6.9メートル）、幅38フィート（約11.6メートル）、頂部での厚さ7フィート（約2.1メートル）の橋脚を建設した。プレートガーダー部の橋脚合計46基は、下部が幅12フィート6インチ（約3.8メートル）、厚さ5フィート3インチ（約1.6メートル）あり、その上部は幅12フィート（約3.7メートル）、厚さ4フィート10.5インチ（約1.5メートル）、高さ平均15フィート（約4.6メートル）の構造となっていた。橋台も煉瓦製で、基礎にコンクリートを使用している。
上部構造については、トラス桁は幅2フィート2インチ（約0.6メートル）、高さ10フィート4インチ（約3.1メートル）あり、横から見ると二等辺三角形が17個並んだ形になっている。このトラス桁の対を15フィート（約4.6メートル）離して配置している。
橋梁上の線路は平坦で、南側で半径30チェーン（約600メートル）の曲線を描いて橋に進入してくる関係で、橋の最初の2連の桁には曲線が入っている。また当初は単線で建設されていたが、将来的な複線化を計画していた関係で、両端の橋台と中央のトラス桁の橋脚は最初から複線分の幅が用意されており、またトラス桁の両側のプレートガーダー部には半径20チェーン（約400メートル）の曲線をS字に入れて複線用のトラス桁の幅に対応するようになっていた。平均水面から桁の下部までは22フィート（約6.7メートル）あった。
トラス主桁はイギリスのアンドリュー・ハンディサイド製のもので、部品を船舶で運び込んで現地で組み立てた。これ以外の橋桁類は新橋鉄道局製作場において製作した。橋桁の組み立て作業は、新橋 - 横浜間建設の際に六郷川橋梁建設に使用したゴライアスクレーンを用いた。また現場にはドコービル式の工事軌道が敷設されて資材運搬に用いられた。
1883年（明治16年）7月と10月には洪水が発生したが特に障害となることはなく、1884年（明治17年）1月には現地にトラス桁が到着し、4月には橋脚が完成して5月にトラス桁の架設が完了した。しかしプレートガーダーが到着していなかったため6月から工事が中断し、12月になってようやく工事が再開されて、1885年（明治18年）2月13日に橋が完成し、2月14日に機関車の試運転を行ったうえで、2月16日に供用を開始した。工期は21か月で、このうち5か月間は工事を休止していた。トラス桁の費用が24,000円、桁橋のプレートガーダーの費用が68,640円、その他の物品の費用が63,500円、人件費が38,700円の、総工費194,840円であった。

### 複線化
日本鉄道では1889年（明治22年）1月に上野 - 大宮間の複線化を決議し、3月6日に政府の許可を得た。直ちに着工し、1892年（明治25年）10月19日に一通り竣功したが、荒川橋梁の複線化が完成していなかったため赤羽 - 川口町（後の川口）間のみ単線運転をしていた。荒川橋梁の複線化に当たっては、仮線の敷設や運休などは行わずに、列車を運行しながら従来の単線トラス桁を複線トラス桁に交換する作業を実施した。また、プレートガーダー部については1線分の新設を実施した。新設したプレートガーダーの側が上り線で、この際に新たに建設した橋脚は下り線のものと密接して一体となるようにされた。また下り線橋脚建設時には無かった杭打ち基礎が用いられている。新たに架設された複線トラス桁は、イギリスのコクラン製のものである。
1894年（明治27年）4月に着工し、翌1895年（明治28年）3月に竣工して、4月1日より供用を開始した。これにより上野 - 大宮間の全線複線化が完成した。なおこの時架設した橋桁は全部または大部分が、当初の錬鉄製から鋼鉄製になっているのではないか、という説があるが、はっきりしない。開通当初、全長3,032フィート1.5インチ（約924.2メートル）とされていた荒川橋梁は、後の関東大震災時の記録では上り線3,034フィート6.25インチ（約924.9メートル）、下り線3,033フィート4.75インチ（約924.6メートル）とされている。また複線化に際して撤去した単線トラス桁は、日本鉄道磐城線（後の常磐線）の久慈川橋梁に転用されたと伝えられている。
日本鉄道は1906年（明治39年）11月1日に国有化され、1909年（明治42年）10月12日に国有鉄道線路名称が制定されて、上野 - 大宮間を含む線路は東北本線と命名された。これにより荒川橋梁は東北本線の橋梁となった。

### 関東大震災
1923年（大正12年）9月1日に大正関東地震（関東大震災）が発生し、関東地方の鉄道網は大損害を受けた。荒川橋梁においては、橋台・橋脚ともにすべてが沈下あるいは傾斜し、第34号から第36号橋脚では最大沈下が約5フィート（約1.5メートル）に及んだ。また橋脚の煉瓦に亀裂が入ったり、孕みだしたり、剥落したりする被害も生じた。
トラス桁の橋脚は亀裂や剥落の発生した場所をコンクリートで巻き立て、また傾斜したプレートガーダー部の橋脚については枕木で枠を組み立ててプレートガーダーを支える応急処置を行った。荒川橋梁を含む東北本線の赤羽 - 川口町間は、9月4日に上り線が、9月17日に下り線が、それぞれ運転を再開して復旧した。

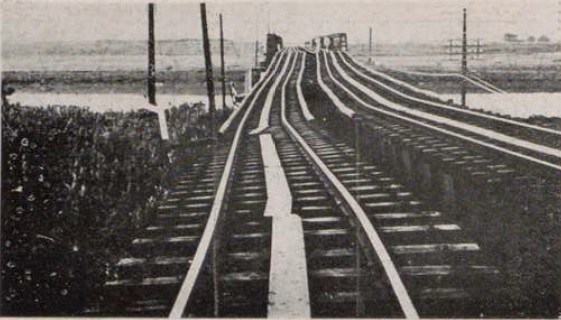
関東大震災被災直後、軌道が歪んでいる様子
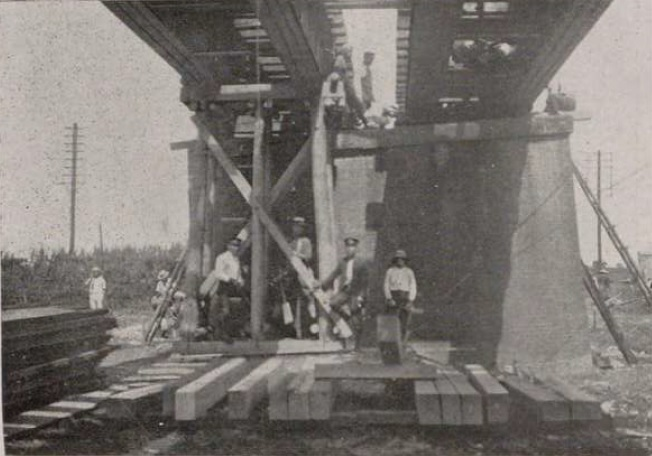
橋脚の応急復旧工事
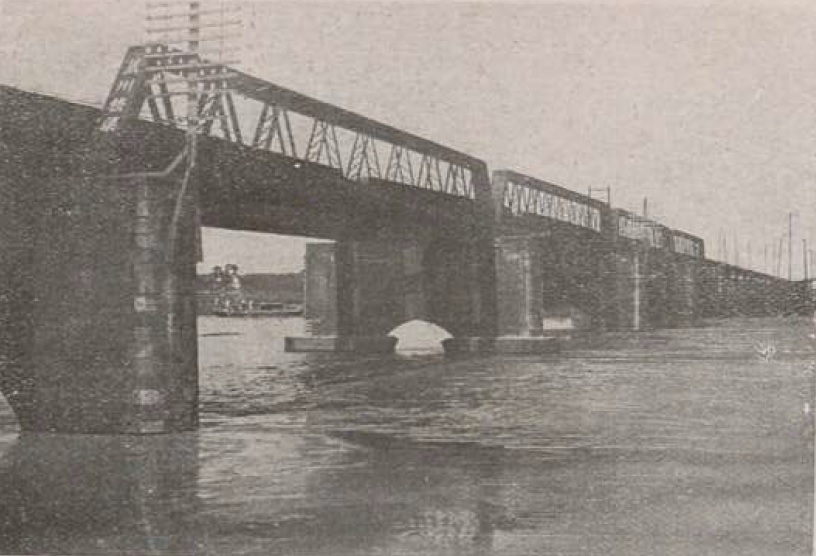
被害を受けた橋脚が応急修復されたところ

## 2代荒川橋梁

### 複々線化して貨物線と旅客線を分離

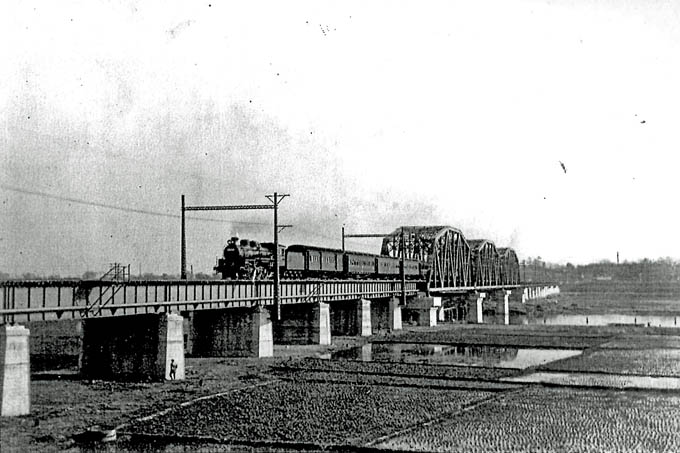
左岸側より望む現在の貨物線。旅客線はまだ建設されていない。

大正から昭和初期になると東北本線の東京近郊の輸送量は次第に増加し、複線のままでは輸送力が不足するようになってきた。そこで赤羽 - 大宮間にさらに2線を増設して旅客と貨物を分離運転させ、南側から赤羽まで順次延長してきた京浜東北線を旅客線（電車線）に接続して大宮まで延長運転する計画となった。この際に、荒川橋梁は列車荷重の増大で早晩取り換える必要性があったことに加えて、関東大震災で大損害を受けて応急復旧していた経緯があることから、4線分をすべて新設して旧橋梁を撤去することになった。
新設される橋梁は、従来の橋梁より約38メートル上流に2線、約18メートル上流に2線とした。上流側に架設されたのが震災復興費支出による貨物線複線で、下流側に架設されたのが線路増設費支出による旅客線複線である。全長は2,265フィート4インチ（約690.5メートル）で、設計活荷重はクーパーE40（軸重40,000ポンド＝約18トン）とされた。貨物線・旅客線ともに荒川の本流部には200フィート（約61メートル）複線式曲弦鋼製トラス桁を3連、60フィート（約18.3メートル）プレートガーダーをトラス桁の南側に17連、北側に8連の合計25連を複線で合計50桁架設した。またこの際に、内務省が河川改修を行って、荒川と新河岸川を区分する堤防が築造されていたことから、新河岸川には150フィート（約45.7メートル）の複線鋼製トラス桁を1連、60フィート（約18.3メートル）プレートガーダー2連を複線の合計4桁架設した。荒川橋梁用のトラス桁は汽車製造と石川島造船所（後のIHI）による製作で約345トンあり、新河岸川橋梁のトラス桁は横河橋梁による製作で約215トンある。
橋脚は、プレートガーダー部については長さ10メートルの鉄筋コンクリート製の杭基礎を採用し、トラス桁の橋脚については長さ30メートルの井筒基礎を採用した。建設当時、この規模のトラス桁の架設は技術的にそれほど難しいことではなかったが、営業線に近接して井筒を沈下するのはそれなりに注意が必要な工事であった。井筒工法は、鉄筋コンクリートなどで円筒状または箱状の井筒を形成し、中に人が入って底を掘削し、おもりを井筒に載せて沈下させて上に井筒をさらに伸ばすように構築する工程を繰り返して地面の中に大きな井筒の基礎を構築する工法である。荒川橋梁では外径18フィート（約5.5メートル）、内径12フィート6インチ（約3.8メートル）の井筒を使用した。この際に、現場でおもりを載せて沈下させる代わりに、内部に水を入れて試行したところ、地表面付近まで水を入れた段階で簡単に沈下することが判明し、注水沈下工法が見出された。これにより従来より大幅に工期を短縮することができた。
新橋梁の工事は、東京第一改良事務所の吉岡吉三郎技手を現場主任とし、間組が請け負って、1925年（大正14年）9月に着工し、1927年（昭和2年）4月に竣功した。総工費は966,000円であった。1928年（昭和3年）1月にまず、後に貨物線として使用される側の橋梁に切り替えられ、初代橋梁が廃止となった。1929年（昭和4年）12月15日に赤羽 - 蕨間の複々線が開通し、旅客線の橋梁も使用開始された。そして京浜東北線の電車運転は、1932年（昭和7年）9月1日から大宮まで延長された。一連の工事により貨物線に貨物列車が分離され、旅客線には京浜東北線の電車、東北・上越・信越各方面への長距離列車、および東北本線と高崎線の近郊列車（後に中距離電車となる）が線路を共用して走るようになった。
初代荒川橋梁で使われた4連の複線トラス桁は、その後転用された。1連は川崎市幸区新小倉および横浜市鶴見区江ヶ崎町にかけて、新鶴見操車場を横断する江ヶ崎跨線橋として、常磐線の隅田川橋梁から転用されたプラットトラス桁2径間とともに1929年（昭和4年）に架設されて使用されていたが、老朽化に伴う架け替えで2009年（平成21年）に撤去され、一部のみが保存された。もう1連は、東京都北区中十条において、東北本線（京浜東北線）を横断する跨線橋として1931年（昭和6年）に架設されて供用されている。さらにもう1連が群馬県水上町の大鹿橋に転用されていたが、1965年（昭和40年）に撤去された。残りの1連は行方が分かっていない。

### 桁の交換
荒川橋梁の架け替え当時、まだ新河岸川は橋梁より上流で荒川に合流していたが、改修工事により橋梁より下流にある岩淵水門付近での合流に変更された。この影響を受けて、流水路が次第に赤羽側に侵食してきて、プレートガーダー部の橋脚が洗掘されるようになってきた。特に1949年（昭和24年）のアイオン台風では16号橋脚が約6メートル洗掘され、大きな支持力がある地質部分の大半を失って、軟らかい粘土層の上に杭を打って立てられているだけの状態となってしまい、保安上危険であったため応急の対策工事が実施された。
恒久的な対策として、従来のトラス桁よりも赤羽側のプレートガーダーを3連分撤去して、新たに全長59.2メートルのトラス桁に架け替えることになった。これにより、第15号・第16号の橋脚は撤去し、新たにトラス桁が架かることになった第14号橋脚は一旦撤去した上で井筒を用いた基礎に更新することになった。工事は1951年（昭和26年）10月に着手し、まず撤去する第14号橋脚の両側のプレートガーダーを強固に接続して特別製のフィンクを装着して全長約40メートルのトラスガーダーに改築し、レールを使った仮橋脚で支えながら、1952年（昭和27年）2月までに第14号橋脚を撤去した。撤去した第14号橋脚の位置に、直径5.2メートル、長さ22メートルの円形井筒を2本、長径9.6メートル、短径6.6メートル、長さ22メートルの楕円形井筒を1本沈降させ、この上にボックスラーメン型の新14号橋脚を構築して1952年（昭和27年）5月中旬に竣功した。並行して脇に新しいトラス桁を組み立て、撤去する3連×複線の合計6連の鋼製プレートガーダー合計約210トンと、新しい全長59.2メートルの複線下路鋼製ワーレントラス桁約340トンを横移動させて架け替えを実施した。新しいトラス桁の設計活荷重はKS-18で、日中に4時間54分の線路閉鎖を行って架け替えを施工した。貨物線の桁交換は1952年（昭和27年）6月23日、旅客線（電車線）の桁交換は12月8日に実施された。新たに架設したトラス桁は横河橋梁と松尾橋梁による製作である。トラス桁の架設後、15号・16号の両橋脚が撤去された。桁交換の総工費は1億5940万円であった。

## 3代荒川橋梁
昭和30年代に入ると東京近郊の通勤輸送はさらに増大していき、赤羽 - 大宮間では旅客線が京浜東北線の電車によって占有される時間帯が長くなる一方であった。朝夕のラッシュ時には、東北・上越・信越各線の中長距離列車の一部を貨物線経由にすることで何とかしのいできたが、いよいよ輸送力の限界に達したため、さらに2線を増設して3複線とする計画が国鉄第3次長期計画の一環として打ち出された。こうして荒川橋梁も2線を増設する工事に着手することになり、昭和初期の架け替えに際して撤去した初代橋梁に通じる線路敷きがそのまま残っていて、新たな用地買収が少なくて済み、線路の取付も滑らかに行えることから、初代橋梁の位置に新設橋梁を設置することになった。これにより、従来の橋梁に対して下流側に約19メートルの間隔を置いて新たな橋梁の建設を実施することになった。この位置には初代橋梁の煉瓦の基礎が河床面以下にそのまま残されていたことから撤去工事が行われた。赤羽 - 大宮間の線増工事の中でも、荒川橋梁は工期の点でも施工の難易度の点でも最大の問題とみなされたため、真っ先に着手することになった。
またこれに合わせて、建設省の荒川改修計画に基づいて在来橋梁の径間変更と橋桁扛上 の必要があったことから、従来の荒川橋梁の改修工事が実施されることになった。この結果、新設橋梁を建設してそちらに列車の運行を切り替え、使用を休止した従来の橋梁を改修する作業を2回繰り返して、従来の複線橋梁2本分の改修工事が完了した時点で3複線としての輸送力を発揮することで工事計画が策定された。当時は地盤沈下の進行が問題であったこともあり、沈下余裕を確保することも建設省から要求された結果、改修完了後は計画高水位から桁下までの高さを従来より1.8メートル上げて、3.4メートルにすることになった。従来の橋梁でも赤羽方・川口方両方ともに、許される最大の勾配である10パーミルで橋に取り付いており、単純にレールの位置を上げると赤羽や川口の構内まで全体に地盤を扛上する必要が出て工期・工費ともに嵩むことから、橋梁の中に勾配を挿入して橋梁の中間部だけを所定の桁下高さに持ち上げることにし、加えて従来は桁下からレールの高さまで2.0メートルあったのを、0.8メートル薄くして1.2メートルに改良することにした。勾配変更点を橋梁上に設ける必要から、下路プレストレスト・コンクリート桁（PC桁）を採用することになった。
供用中の橋梁は1952年（昭和27年）の桁交換後、赤羽側から約19メートルのプレートガーダー14連、約60メートルのトラス4連、約19メートルのプレートガーダー8連となっていた。建設省との協議では、荒川の場合は40メートル以上の径間が望ましいとされた。またさらに赤羽側に流水路が移動する傾向があったので、従来よりもさらに赤羽側の2連分をトラスにして、新たな橋では約60メートルのトラスを6連架けることにした。そして側径間では、従来の約19メートルのプレートガーダーの2連分の長さでPC桁を架けることにした。新設される電車線の橋梁では、中央の約60メートル径間の部分をPC桁にすることも検討したが、施工上の問題が懸念されたために平行弦トラスが選択され、側径間についても従来通りプレートガーダーにする案も検討したが、工事費が嵩み設計上困難な面もあったことからPC桁となった。なお、従来の旅客線（電車線を分離して列車線となる）・貨物線橋梁の改修では、トラス桁のうち4連ずつは従来のものを流用した。このため列車線・貨物線では曲弦トラスとなり、景観を揃えるために新設の電車線橋梁でも曲弦トラスの採用が検討されたが、最終的に電車線のみは平行弦トラスが採用されることになった。
こうして決定した荒川橋梁の径間割は、赤羽側から38.6メートル複線PC桁4連、59.1メートル複線トラス桁3連、62.4メートル複線鋼製トラス桁3連、38.6メートル複線PC桁4連となった。一方新河岸川橋梁については、従来は赤羽側から18.3メートル単線鋼製プレートガーダー×複線、45.7メートル複線鋼製トラス桁、18.3メートル単線鋼製プレートガーダー×複線であったが、新設の電車線については赤羽側から22.1メートル複線PC桁、59.1メートル複線鋼製トラス桁、10.4メートルRC桁が採用された。新たに架設された橋桁の設計活荷重はKS-18であるが、2代橋梁から流用した3連×2本のトラス桁についてはクーパーE40である。トラス桁の自重は支間約59.1メートルで約275トン、支間約62.4メートルで約300トン、PC桁の自重は1,060トンある。桁下からレール面までを薄く抑えるために厚い部材を採用せざるを得ず、重量が標準設計より1割程度大きくなっており、同じ支間59.1メートルの複線下路トラスである新河岸川橋梁のトラス桁では約29トン軽くなっている。新設橋梁におけるトラス桁の製作は、1連目が三菱重工業、2連目・3連目が宮地鉄工、4連目が川田工業、5連目が桜田機械、6連目が横河橋梁である。一方改修した在来橋梁については、昭和初期に架設された4連目から6連目が汽車製造と石川島造船所（後のIHI）、1952年に桁交換された3連目は横河橋梁と松尾橋梁、今回新たに架設した1連目と2連目が宮地鉄工と汽車製造である。
新たに建設する橋梁では、ケーソン、井筒、鋼管パイル、ベノト杭の4種類の基礎を検討し、現在線への影響や経済的な理由からケーソン基礎が選択された。ただし新河岸川橋梁の橋台はベノト杭が採用された。既設橋梁についてもこの工事の時点で、杭基礎の沈下が激しくて列車に50 km/hの速度制限を掛けなければならなかったが、合わせてケーソン基礎に置き換えた。
トラス桁の架設は、本来は1連目を仮設の支柱（ベント）を使って組み立てて、以降は架橋クレーンを使って順次終点側へ向かって跳ね出していくのがもっとも効率が良い方法であったが、河川敷の使用時期の制約やPC桁架設工事との重複の問題から、2連目を先に架設して終点側へ向けて架橋クレーンで組み立てを行い、1連目はPC桁の施工完了を待ってトラッククレーンを使って架設した。美観を考えて、トラス架設用に使ったトラス桁同士の連結棒は改造して1連目から6連目までを連結する疑似連結棒にした。新河岸川橋梁については、仮設の柱を川の中に立てることが許されなかったため、ポンツーンを使ってトラス桁を引き出して対岸に渡すポンツーンエレクション工法を採用した。
荒川橋梁の架け替え工事の特徴として、Program Evaluation and Review Technique (PERT) を使って工程管理を行ったことがある。PERTでは、工程をネットワークを使って表現し、全体の工程を制約する作業に資源を集中投入して工事を進めることで、工事を効率的に、かつ短工期で進めることができる。荒川橋梁の工事では、まだPERTを導入していない時に作業を行ったPC桁の建設工事に170日かかったのに対して、PERTを導入した工程管理を開始した後の同一の作業では78日で完了し、同じ作業の繰り返しであるために作業員が慣れて効率が向上した効果もあるとしても、PERTによる工程管理の効果があると分析している。
1964年（昭和39年）1月に建設省との協議が整い、荒川橋梁の工事が開始された。新設された電車線用の橋梁は1965年（昭和40年）に完成し、10月17日から上り線を、10月31日から下り線を供用開始した。続いて旅客線の改築工事を施工し、1966年（昭和41年）11月9日から上り線を、11月21日から下り線を供用開始した。1968年（昭和43年）10月にすべての工事が完了して3複線での供用が開始された。担当は東京第一工事局赤羽工事区で、施工業者は間組、ピーエスコンクリート、日本鋼弦コンクリート、オリエンタルコンクリート、横河橋梁、東鉄工業の各社であった。工費は、新設した橋梁が約15億円、改良した橋梁が1橋梁あたり約10億円であった。

## 年表
- 1883年（明治16年）
  - 5月 - 本設初代橋梁に着工[13]。
  - 7月26日 - 木製仮橋梁が完成[13]。
  - 7月28日 - 日本鉄道上野 - 熊谷間開通に合わせて供用開始[16]。
- 1885年（明治18年）
  - 2月13日 - 本設の初代橋梁完成[11]。
  - 2月16日 - 本設の初代橋梁の供用開始[11]。
- 1894年（明治27年）4月 - 複線化工事着手[12]。
- 1895年（明治28年）
  - 3月 - 複線化工事竣功[12]。
  - 4月1日 - 複線での供用開始[12]。
- 1906年（明治39年）11月1日 - 日本鉄道国有化、国鉄の橋梁となる[35]。
- 1909年（明治42年）10月12日 - 国有鉄道線路名称制定、東北本線の橋梁となる[35]。
- 1923年（大正12年）
  - 9月1日 - 関東大震災で被災し、橋台・橋脚が傾斜・沈下する[32]。
  - 9月4日 - 上り線で運転を再開[38]。
  - 9月17日 - 下り線で運転を再開[38]。
- 1925年（大正14年）9月 - 2代荒川橋梁着工[39]。
- 1927年（昭和2年）4月 - 2代荒川橋梁竣功[39]。
- 1928年（昭和3年）1月 - 2代荒川橋梁のうち、貨物線に列車の運行を切り替え、初代橋梁を廃止[46]。
- 1929年（昭和4年）12月15日 - 旅客線橋梁が開通し、客貨分離完成、複々線化[46][47]。
- 1932年（昭和7年）9月1日 - 旅客線が直流電化され、京浜東北線電車が乗り入れを開始[42]。
- 1951年（昭和26年）10月 - プレートガーダー3連をトラス桁1連に架け替える工事に着手[50]。
- 1952年（昭和27年）
  - 6月23日 - 貨物線の桁交換工事実施[50]。
  - 12月8日 - 旅客線の桁交換工事実施[50]。
- 1953年（昭和28年）9月27日 - 橋梁上で下り高崎線の電車が脱線。当日中に復旧したが、京浜東北線は上り単線運転が行われた[73]。
- 1964年（昭和39年）1月 - 3代荒川橋梁工事着工[58]。
- 1965年（昭和40年）
  - 10月17日 - 電車線上り線供用開始[70]。
  - 10月31日 - 電車線下り線供用開始[70]。
- 1966年（昭和41年）
  - 11月9日 - 旅客線上り線使用再開[71]。
  - 11月21日 - 旅客線下り線使用再開[71]。
- 1968年（昭和43年）10月1日 - 3複線での供用開始[48]。
- 1984年（昭和59年）2月1日 - 貨物線に東北線・高崎線の旅客列車が乗り入れを開始（当初は赤羽止まり、後に池袋→新宿→東海道線・横須賀線へと延伸され湘南新宿ラインに）。
- 1987年（昭和62年）4月1日 - 国鉄分割民営化により東日本旅客鉄道（JR東日本）の橋に。
- 2013年（平成25年）11月17日 - 太平洋戦争（大東亜戦争、第二次世界大戦）中に米軍が投下したものと推測される不発弾が同年7月4日に当橋梁付近で発見されたことを受け、撤去作業が行われる時間帯に各線で部分運休の措置が取られた[74][75][76][77]。

## 風景

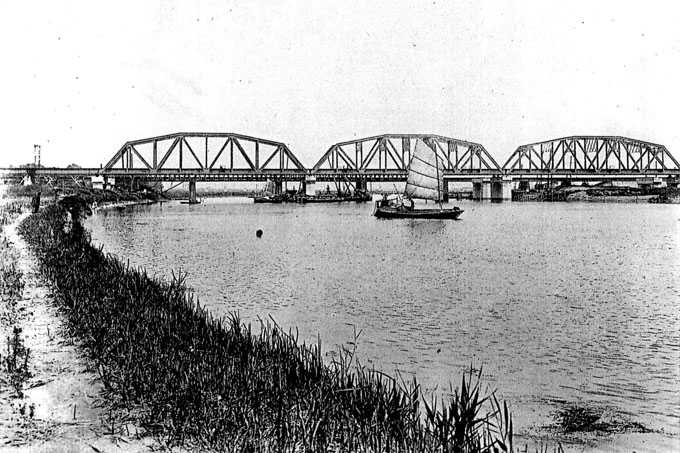
左岸上流より望む2代荒川橋梁。奥に建設中の旅客線の橋脚、および初代荒川橋梁の橋脚とトラスが見える。

## 隣の橋
- 荒川

（上流） - 戸田橋 - 荒川橋梁（埼京線・東北新幹線） - 荒川橋梁（東北本線） - 新荒川大橋 - 鹿浜橋 - （下流）
- 新河岸川

（上流） - 浮間橋 - 中の橋 - 新河岸川橋梁（東北本線） - 新荒川大橋 - 岩淵橋 - （下流）